# FOUR LEAVES LIVE
『FOUR LEAVES LIVE』（フォーリーブス・ライブ）は、日本のアイドル歌手・フォーリーブスが1975年10月1日にCBS・ソニーレコードから発売した3枚目のライブアルバムである。

## 概要
1975年8月12日の大阪フェスティバルホールでのリサイタルを収録。 
ポスター付き。

## 収録曲

### LD
A面
1. Opening Theme （Black Is Black）
作詞・作曲：Michelle Grainger、Anthony Hayes、Stevehayes Anthony
2. Get Ready
作詞・作曲：Smokey Robinson、William Robinson/作品コード:0G0-7980-0
3. 悲しみの兵士
作詞・作曲：Remard, Gerald/日本語詞：弘田朗
4. 四枚の葉っぱ
5. トーク
BGM：ミュージカル「少年たち」より　脚のないケヤキ ～ なぜっておいらに聞くのかい
6. 君にこの歌を
ミュージカル「少年たち」より。
7. 愛と死
8. 約束
9. 友情
10. 嵐のあと

B面
1. Happy People
作詞・作曲：Jeffrey Bowen、Berry Gordy Jr.、Lionel B. Richie/作品コード:0H0-6953-1
2. From The Mountain
作詞・作曲：Peretti, Creatore, Weiss/日本語詞：白井章生/作品コード:0F0-6895-2
3. エメラルドの光る海
作詞：白井章生/作曲：青山孝/作品コード:186-0666-1
4. 港のヨーコ・ヨコハマ・ヨコスカ
作詞：阿木燿子/作曲：宇崎竜童/作品コード:083-3922-8
5. アンタ私の何なのさ
作詞：阿木燿子/補作詞：山本正之/作曲：宇崎竜童/作品コード:001-3888-6
6. 捨てないで-北公次
作詞・作曲：Jacques Brel/日本語詞：安井かずみ
7. Crazy Horse
作詞・作曲：The Osmonds/作品コード:0C0-6458-1